# Івиця Банович
Івиця Банович (хорв. Ivica Banović, нар. 2 серпня 1980, Загреб) — хорватський футболіст, що грав на позиції півзахисника.

## Клубна кар'єра
Вихованець клубу «Загреб», у академії якого почав навчатись із 6 років і пройшов усі вікові команди, а влітку 1997 року був включений до першої команди, в якій провів три сезони, взявши участь у 62 матчах чемпіонату.
Dksnre 2000 року за рекордну плату в 3,7 млн. дойчмарок (близько 1,9 млн євро) Банович перейшов у німецький «Вердер». 14 жовтня 2000 року Банович дебютував у Бундеслізі в домашній грі проти «Баєра» (3:3), замінивши на Дітера Айльтса на 58-й хвилині. У першому сезоні з «Бременом» хорват зіграв 17 ігор у Бундеслізі, не забивши жодного м'яча. Свій перший гол у Бундеслізі Івиця забив вже у наступному сезоні 2001/02 років, відзначившись голом 9 вересня 2001 року в грі з «Кайзерслаутерном» (1:2). Це був його єдиний гол у тому сезоні, який він знову закінчив із 17 іграми у Бундеслізі. Третій сезон виявився ще менш вдалим — 15 виступів у Бундеслізі, в яких він забив свій другий гол у Бундеслізі 8 березня 2003 року в матчі з «Бохумом» (2:0).
В сезоні 2003/04 років Банович остаточно втратив місце в першій команді, зігравши лише в трьох матчах Бундесліги. Однак він забив ще один гол за першу команду клубу, забивши сьомий м'яч у грі з «Людвігсфельдером» (9:1) у першому раунді Кубка Німеччини. Незважаючи на те, що клуб виграв і національний чемпіонат і кубок, його внесок у досягнення був мінімальним, оскільки всі його три виступи в Бундеслізі сезону відбулися в перших п'яти матчах. Останній виступ у першій команді «Вердера» для хорвата відбувся у Кубку Німеччини у грудні 2003 року. Після цього опинившись у складі резервного складу клубу, команді «Вердер II», Банович з'явився у п'яти матчах Регіональної ліги Північ навесні 2004 року, в яких забив 5 голів.
Влітку 2004 року Банович перейшов у «Нюрнберг», де провыв наступні три сезони. Останній матч за клуб провів 26 травня 2007 року, вийшовши на заміну на 115 хвилині у фіналі Кубка Німеччини проти «Штутгарта» і допоміг команді дотримати переможний рахунок 3:2 в останні шість хвилин додаткового часу та здобути трофей.
Після цього Банович на правах вільного агента перейшов у «Фрайбург», що грав у Другій Бундеслізі і 2009 року допоміг їй зайняти перше місце та повернутись до еліти. Там у сезоні 2009/10 Івиця зіграв 25 ігор і забив 4 голи, але на наступний сезон втратив місце в основі. зігравши зі півроку лише дві гри, через що у січні 2011 року був відданий в «Дуйсбург» з Другої Бундесліги, де і дограв сезон, після чого у 2011—2014 роках грав там же за «Енергі».
Після того, як «Енергі» вилетів до третього дивізіону у кінці сезону 2013/14, Банович не отримав нового контракту в Котбусі і на правах вільного агента у червні 2014 року підписав угоду з іншим клубом третього німецького дивізіону «Галлешером» до 2016 року.
Влітку 2016 року Банович перейшов до другої команди «Фрайбурга», що грала у Оберлізі Баден-Вюртемберг, п'ятому за рівнем дивізіоні країни і з Бановичем у складі в першому ж сезоні зайняла перше місце та вийшла до Регіоналліги, де хорват з командою провів ще два роки. Після закінчення сезону 2018/19 Банович завершив ігрову кар'єру, але залишився у структурі клубу, приєднавшись до тренерського штабу футбольної школи «Фрайбург», де став помічником тренера юнацької команди U-15 в сезоні 2019/20.

## Виступи за збірні
Зі збірною Хорватії до 18 років був учасником юнацького чемпіонат Європи (U-18) 1998 року на Кіпрі і допоміг своїй збірній здобути бронзові нагороди турніру. Цей результат дозволив команді кваліфікуватись на молодіжний чемпіонат світу 1999 року, що проходив у Нігерії. На турнірі Банович зіграв у всіх чотирьох матчах, а хорвати вилетіли на стадії 1/8 фіналу.
Протягом 1999—2001 років залучався до складу молодіжної збірної Хорватії, з якою був учасником молодіжного чемпіонату Європи 2000 року в Словаччині, де збірна не вийшла з групи. Всього на молодіжному рівні зіграв у 12 офіційних матчах, забив 1 гол.
18 серпня 2004 року дебютував в офіційних матчах у складі національної збірної Хорватії в товариському матчі проти Ізраїлю (1:0). У жовтні того ж року він зіграв свій другий матч за збірну в рамках відбору на чемпіонат світу 2006 року, вийшовши на заміну на останні 14 хвилин з Болгарією (2:2) в Загребі. Після цього він більше не входив на поле у складі національної збірної.

## Титули і досягнення
- Чемпіон Німеччини (1):

«Вердер»: 2003–04
- Володар Кубка Німеччини (2):

«Вердер»: 2003–04
«Нюрнберг»: 2006–07